# Christian Kracht

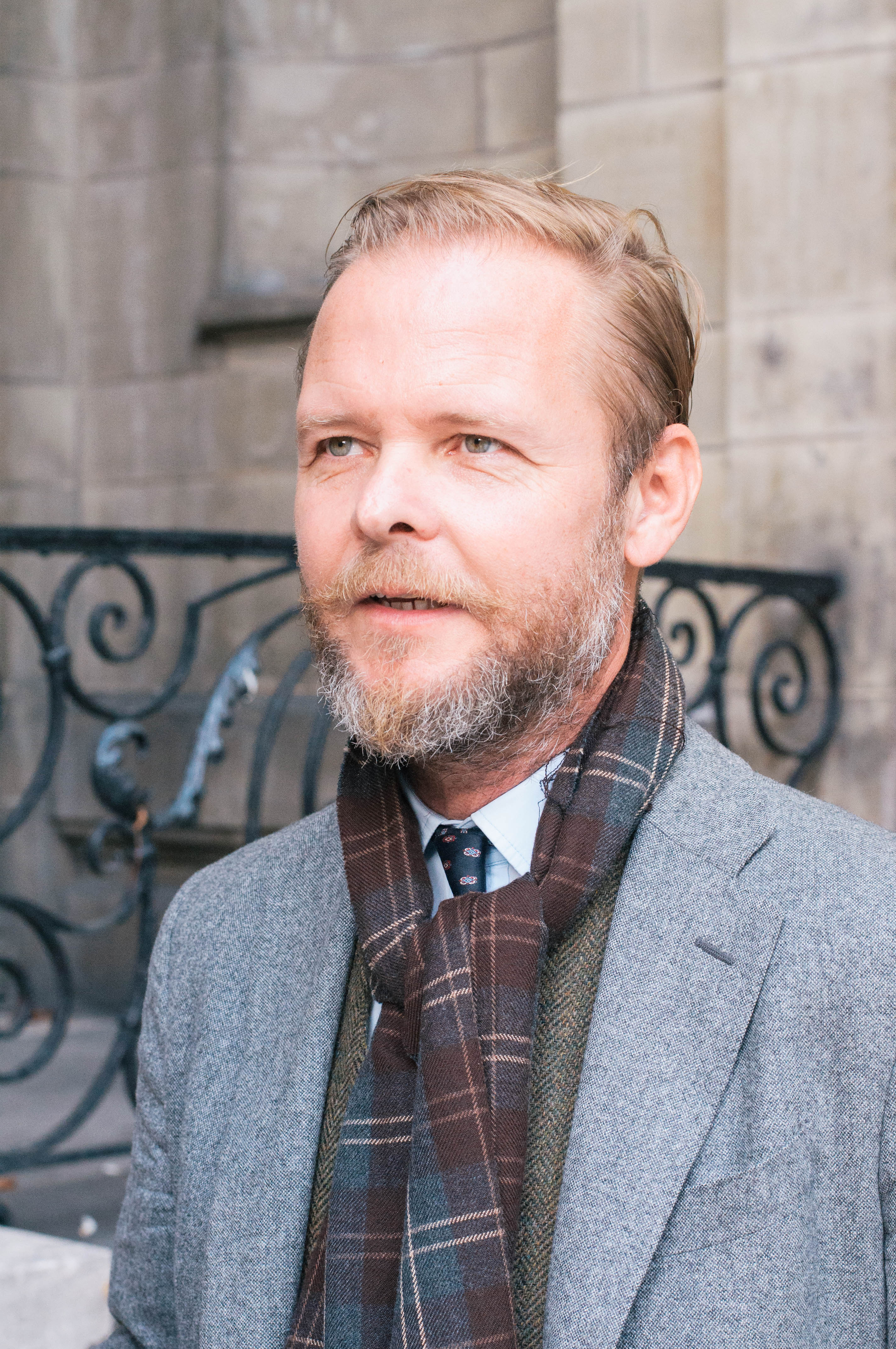
Christian Kracht

Christian Kracht ( Saanen, Suiza, 29 de diciembre de 1966) es un escritor suizo y periodista. Es un representante de la literatura posmoderna alemana. Sus obras están traducidas a más de 30 idiomas.

## Publicaciones
- Faserland (novela), 1995
- Ferien für immer (viaje - junto con Eckhart Nickel), 1998
- Mesopotamia. Ein Avant-Pop-Reader (as publisher, anthology), 1999
- Tristesse Royale (junto con Joachim Bessing, Eckhart Nickel, Alexander von Schönburg y Benjamin von Stuckrad-Barre), 1999
- Der gelbe Bleistift (viaje), 2000
- 1979 (novela), 2001 (traducida al castellano por Carmen Gauger, Alfaguara, 2004)
- Die totale Erinnerung. Kim Jong Ils Nordkorea (libro ilustrado - junto con Eva Munz y Lukas Nikol), 2006.
- New Wave. Ein Kompendium 1999-2006, 2006
- Metan (junto con Ingo Niermann), 2007
- Ich werde hier sein im Sonnenschein und im Schatten (novela), 2008
- Gebrauchsanweisung für Kathmandu und Nepal (viaje - junto con Eckhart Nickel), 2009
- Five Years (junto con David Woodard), 2011[1]
- Imperium (novela), 2012. Traducida al castellano por Ana Guelbenzu, Bruguera, Ediciones B, 2013. Imperium
- Die Toten (novela), 2016.